# Ireneusz Pawlak
Ireneusz Pawlak (ur. 22 marca 1935 we Wrześni, zm. 15 lipca 2020 w Lublinie) – polski muzykolog, kompozytor, profesor, duchowny rzymskokatolicki.

## Życiorys
W latach 1954–1960 odbył studia filozoficzno-teologiczne w Prymasowskim Wyższym Seminarium Duchownym w Gnieźnie. 12 czerwca 1960 roku przyjął święcenia kapłańskie. W tym samym roku rozpoczął studia w Instytucie Muzykologii Kościelnej Katolickiego Uniwersytetu Lubelskiego, które ukończył w 1964 roku pracą magisterską Analiza paliograficzno-muzyczna graduału klarysek gnieźnieńskich 1418 napisaną pod kierunkiem Hieronima Feichta oraz licencjatem z teologii. Po studiach, w 1965 roku objął kierownictwo Chóru Katedralnego przy Bazylice Prymasowskiej w Gnieźnie. Prowadził także wykłady w seminarium duchownym z zakresu śpiewu kościelnego. Od 1970 roku związany był na stałe z Instytutem Muzykologii KUL. W 1974 roku założył zespół „Schola Gregoriana KUL” (kierował nim do 2002). W 1976 roku uzyskał stopień doktora nauk humanistycznych, przedstawiając pracę Śpiewy „Alleluja” w graduale Macieja Drzewickiego z 1536 roku przygotowaną pod kierunkiem Karola Mrowca. Habilitował się w 1989 rozprawą Graduały piotrkowskie jako przekaz chorału gregoriańskiego w Polsce po Soborze Trydenckim. Pełnił również funkcje administracyjne: w latach 1989–1991 kierownika Instytutu Muzykologii KUL, w latach 1995-2002 kierownika Katedry Chorału Gregoriańskiego KUL. Tytuł profesora nadzwyczajnego otrzymał w 2001 roku na podstawie rozprawy Muzyka liturgiczna po Soborze Watykańskim II w świetle dokumentów Kościoła. W tym samym roku rozpoczął pracę w Katedrze Sztuki Muzycznej Uniwersytetu Katolickiego w Rużomberoku, gdzie wykładał do 2007. W 2002 roku nadano mu tytuł profesora zwyczajnego. Od 2003 do 2005 roku Ireneusz Pawlak był ponownie dyrektorem Instytutu Muzykologii KUL. Od 2001 roku pełnił funkcję prezesa Stowarzyszenia Polskich Muzyków Kościelnych. Był członkiem Towarzystwa Naukowego KUL (od 1977 roku), członkiem współpracownikiem, a od 1995 członkiem korespondentem), członkiem Consociatio Internationalis Musicae Sacrae (od 2001) oraz Komitetu Nauk Teologicznych PAN (od 2003).

## Nagrody
W 2003 roku otrzymał nagrodę Prymasa Polski „Srebrna piszczałka” za osiągnięcia w rozwoju muzyki kościelnej w Polsce.

## Twórczość
Ireneusz Pawlak specjalizował się w historii chorału gregoriańskiego w Polsce. W pracy badawczej zajął się chorałem gregoriańskim w Polsce po Soborze Trydenckim oraz współczesną monodią liturgiczną. Jest autorem przeszło 200 artykułów naukowych i popularnonaukowych. Jako kompozytor jest twórcą ok. 100 pieśni kościelnych oraz 3 mszy liturgicznych w języku polskim. Opracował też niektóre melodie śpiewów włączonych do ksiąg liturgicznych (m.in. mszału rzymskiego i Zbioru Mszy o NMP).

## Publikacje

### Książki
- Muzyka liturgiczna po Soborze Watykańskim II w świetle dokumentów Kościoła, Polihymnia, Lublin 1999
- Graduały piotrkowskie jako przekaz chorału gregoriańskiego w Polsce po Soborze Trydenckim, Redakcja Wydawnictw KUL, Lublin 1988
- Pawlak Ireneusz, Dąbek Stanisław „Thesaurus musicae sacrae summa cura servetur et faveatur”. Historia i współczesność muzyki liturgicznej w Polsce 100 lat od wydania Motu proprio papieża Piusa X, Polihymnia, Lublin 2004

### Rozprawy
- Bibliografia prac księdza profesora dra hab. Karola Mrowca w: Musicae Sacrae Ars et Scientia. Księga ku czci Ks. Karola Mrowca, red. S. Dąbek i I. Pawlak, „Roczniki Teologiczno-Kanoniczne”, tom XXXIV, zeszyt 7: Muzykologia, Lublin 1987
- Chorał gregoriański jako źródło melodyki polskich śpiewów mszalnych po Soborze Watykańskim II w: Complexus effectuum musicologiae. Studia Miroslao Perz septuagenario dedicata, pod red. T. Jeża, Rabid, Kraków 2003
- Jednogłosowe śpiewy liturgiczne po Soborze Watykańskim II w: Współczesna polska religijna kultura muzyczna jako przedmiot badań muzykologii: zakres pojęciowy, możliwości badawcze, red. B. Bartkowski, S. Dąbek, A. Zola, Katolicki Uniwersytet Lubelski, Lublin 1992
- Muzyka liturgiczna i jej walor duszpasterski w: Papieski Instytut Polski w Rzymie, tom 2, Papieski Instytut Polski. Rzym, Rzym 2000
- Nieszpory maryjne w polskich śpiewnikach katolickich II połowy XX wieku w: Muzyka Sakralna. Materiały z Seminarium "Gaude Mater", Warszawa 1998
- Obnova liturgickej hudby po Druhom vatikánskom koncile (poznámky pre skladatel`ov) w: „Adoramus Te” V (2002) nr 4, Spolok svätého Vojtecha, Trnava 2002
- Obnova liturgickej hudby po Druhom vatikánskom koncile (poznámky pre skladatel`ov) II w: „Adoramus Te” VI (2003) nr 1, Spolok svätého Vojtecha, Trnava 2003
- Polskie zwyczaje liturgiczne zachowane w graduałach piotrkowskich w: Musicae Sacrae Ars et Scientia. Księga ku czci Ks. Karola Mrowca, red. S. Dąbek i I. Pawlak, „Roczniki Teologiczno-Kanoniczne”, tom XXXIV, zeszyt 7: Muzykologia, Lublin 1987
- Repertuar śpiewów o Męce i Zmartwychwstaniu Pańskim w graduałach piotrkowskich i jego związek z Editio Medicaea w: Musica Antiqua, vol. VII, Filharmonia Pomorska im. Ignacego Paderewskiego w Bydgoszczy, Bydgoszcz 1985
- Repertuar śpiewów łacińskich w polskich obrzędach i zwyczajach liturgicznych zachowany w Księgach piotrkowskich w: „Zeszyty Naukowe KUL” 41 (1998), nr 1-2, Redakcja Wydawnictw KUL, Lublin 1998
- Wykonawcy jednogłosowych śpiewów liturgicznych w Katedrze Gnieźnieńskiej od XIV do pocz. XIX wieku i ich kształcenie w: Kształcenie muzyków kościelnych na Śląsku. Sympozjum 23, Uniwersytet Opolski, Opole 1997
- XX-wieczne pieśni w Śpiewniku liturgicznym i ich inspiracje w: Inspiracje w muzyce XX wieku: filozoficzno-literackie, religijne, folklorem. Materiały Ogólnopolskiej Konferencji Muzykologicznej 1-3 października 1993. Muzeum im. Anny i Jarosława Iwaszkiewiczów w Stawisku, Związek Kompozytorów Polskich, Warszawa 1993

### Artykuły
- Alleluia z wersetem w liturgii mszalnej, „Ruch biblijny i liturgiczny” 1977 nr 5
- Beat w liturgii w świetle przepisów liturgiczno-prawnych, „Znak” 1970 nr 6
- Dzieje organów katedralnych w Gnieźnie, „Roczniki Humanistyczne”, tom XXVII, 1979 zeszyt 2
- Gnieźnieńska szkoła katedralna w I połowie XVI wieku, „Studia Gnesnensia” 1979-1980, tom V
- Graduał Macieja Drzewickiego z 1536 roku (dzieje i zawartość), „Studia Gnesnensia” 1977, tom III
- Mansjonarze katedry gnieźnieńskiej, „Muzyka” 1981 nr 3-4
- Muzyczna kultura Kościoła - zagrożona, „Liturgia sacra” 9 (2003) nr 1
- Muzyka liturgiczna między prawem a życiem, „Homo Dei” 1981 nr 4
- Nowe zadania kościelnych zespołów śpiewaczych, „Homo Dei” 1971 nr 1
- O wyższy poziom kultury muzycznej duchowieństwa, „Homo Dei” 1969 nr 2
- Omówienie instrukcji Episkopatu Polski o muzyce liturgicznej po Soborze Watykańskim II, „Ruch Biblijny i Liturgiczny” 1981 nr 3
- Organy i organiści katedry gnieźnieńskiej do połowy XVI wieku, „Muzyka” 1978 nr 2
- Psałterzyści katedry gnieźnieńskiej w pierwszej połowie XVI wieku, „Muzyka” 1980 nr 1
- Z problematyki związku między chorałem gregoriańskim a pieśnią religijną, „Studia Gnesnensia” 1979-1980, vol. V
- Zadania duszpasterzy w związku z instrukcją o muzyce sakralnej i liturgii, „Homo Dei” 1967 nr 4

### Redakcje naukowe
- Musicae sacrae ars et scientia. Księga ku czci Ks. Prof. Karola Mrowca red. S. Dąbek, I. Pawlak, „Roczniki Teologiczno-Kanoniczne”, tom XXXIV, zeszyt 7: Muzykologia, Lublin 1987
- Śpiewnik liturgiczny, Towarzystwo Naukowe KUL, Lublin 1991
- Zielińska Halina Kształcenie głosu, red. I. Pawlak, Polihymnia, Lublin 1996

### Edycje krytyczne vel redakcje naukowe wydawnictw nutowych
- Nieszpory niedzielne, Siostry Urszulanki SJK, Pniewy 2001
- Śpiewy liturgiczne, Hejnał, Płock 1996
- Śpiewy uwielbienia, Polihymnia, Lublin 1993